# Xyrauchen texanus
Xyrauchen texanus ist eine große, in Nordamerika heimische Saugkarpfenart. Sie kommt endemisch nur im Einzugsgebiet des Colorado River im Südwesten der USA vor.

## Verbreitung und Lebensraum
Die Fischart war ursprünglich im gesamten Einzugsgebiet des Colorado River in den US-Bundesstaaten Kalifornien, Arizona, Nevada, Utah, Wyoming und Colorado bis Baja California in Mexiko verbreitet. Nach gewässerbaulichen Maßnahmen reduzierte sich ihr Vorkommen auf den Colorado River oberhalb des Grand Canyon, auf Lake Mead, Lake Mohave und Lake Havasu am Unterlauf des Flusses. 2012 wurden überraschend Exemplare im Grand-Canyon-Nationalpark gefunden.  Die dortige Population steht wohl im Kontakt mit der unterhalb angesiedelten im Lake Mead, die genaue Verbreitung ist Gegenstand von Untersuchungen der Jahre 2013 und 2014.
Die Fische haben einen breiten Lebensraum, von mittelgroßen Fließkanälen, über Rückströmungen in Flüssen oder Bächen mit Kies, Sand oder sogar Schlammboden.

## Beschreibung
Charakteristisch für die Art ist die scharfkantige Ausbuchtung auf der Rückenpartie zwischen Kopf und Rückenflosse. Diese Ausbuchtung gab der Gattung Xyrauchen (von griechisch xyreo „schneidet wie ein Messer“ und auchen „Genick“) ihren Namen und der Art ihren englischen Trivialnamen „Razorback Sucker“ (Rasierklingenrücken-Saugkarpfen). Mancherorts wird er auch „Humpback Sucker“, also Buckel-Saugkarpfen genannt.
Xyrauchen texanus kann bis zu einem Meter lang und sechs Kilogramm schwer werden. Er hat an der Rückenpartie eine olivgrüne bis braunschwarze Färbung. Die Bauchseite ist weiß bis gelblich, während der Paarungszeit bei Männchen strahlend gelb bis orange.

## Lebensweise
Die Art hat eine lange Lebensdauer. Ihr maximales Alter wird auf 40 Jahre geschätzt. Rogner wie auch Milchner werden im Alter von etwa vier Jahren geschlechtsreif. Laichzeit ist der Spätwinter oder das Frühjahr, meist bei einer Wassertemperatur von mehr als 14 °C. Die Fische suchen dann ihre Laichgebiete wie Cottonwood Cove, Arizona Bay, Six-Mile Cove oder den Eldorado Canyon auf. Der Laichprozess erfolgt in Gruppen, auf einen Rogner kommen zwei bis 12 Milchner, wobei der Rogner die Eier auf den Boden absetzt. Die Eier besitzen einen Klebstoff, welcher ihnen das Festsetzen am Bodensubstrat ermöglicht. Rogner verteidigen ihr Gelege, indem sie mit der Retina ihrer Augen Lichtreflexe erzeugen, welche den Rivalen in die Flucht jagen können. Dieses Abwehrverhalten richtet sich spezifisch gegen andere Milchner. Rogner und Raubfische reagieren nicht auf diese Lichtblitze. 
Die Tiere ernähren sich von Algen, Insektenlarven, Plankton und Detritus.

## Gefährdungsstatus
Die Population von Xyrauchen texanus ist durch Habitatdegradation und Neozoen gefährdet. Die Art, deren Bestand nur noch aus wenigen tausend Exemplare besteht, wird als vom Aussterben bedroht eingestuft, da der Bestand innerhalb von drei Generationen um mehr als 80 % zurückging. Die Art wurde im Jahr 1974 vom Bundesstaat Kalifornien als gefährdete Spezies klassifiziert, 1991 vom US Fish and Wildlife Service nach dem Endangered Species Act unter Artenschutz der Bundesregierung gestellt. Im Lake Mohave ist durch Jungfischaufzucht der Bestand wieder auf 3.000 Exemplare angestiegen. Außerdem wurde Xyrauchen texanus im Lake Havasu, im Colorado River unterhalb des Parker Damms und im Verde River wieder eingeführt. 
Nachdem 2012 und 2013 überraschend Exemplare im Abschnitt des Colorado River innerhalb des Grand-Canyon-Nationalparks gefunden wurden, wurden im März 2014 mit Transpondern markierte Exemplare von Xyrauchen texanus im Nationalpark ausgesetzt. Die Wissenschaftler von National Park Service und US Fish and Wildlife Service hoffen, dass die markierten Tiere sich Artgenossen anschließen, so dass die Population auf diese Weise gefunden und näher untersucht werden kann.
Im Frühjahr 2014 wurden bei gründlichen Untersuchungen erstmals seit Jahrzehnten wieder Larven des Xyrauchen texanus im Colorado innerhalb des Grand Canyon gefunden. An 9 von 47 untersuchten Orten wurden die selbständige Reproduktion der Art nachgewiesen.